# Borsele
Borsele  è una municipalità dei Paesi Bassi di 23.116 abitanti situata nella provincia della Zelanda.